# Radio Oasen
Radio Oasen var en nynazistisk lokalradiostation i Greve, der blev drevet af Danmarks Nationalsocialistiske Bevægelse.
Radiostationen har været centrum for megen debat, idet den på grund af Danmarks liberale medielovgivning har modtaget offentlig støtte. Denne støtte blev dog fjernet i 2004, efter at radiostationen flere gange havde mistet sin sendetilladelse midlertidigt på grund af racistiske udtalelser, men stationen fortsætter med at sende regelmæssigt ved hjælp af private bidrag.
Danmark er et af de få lande der i ytringsfrihedens navn tillader nazister at komme til orde i den offentlige debat[kilde mangler], og radiostationen har derfor skabt international debat og kritik af den danske politik overfor nynazistiske bevægelser.
| Radio | Spire Denne artikel om radio eller radioprogrammer er en spire som bør udbygges. Du er velkommen til at hjælpe Wikipedia ved at udvide den. |